# Surały (gromada)
Surały – dawna gromada, czyli najmniejsza jednostka podziału terytorialnego Polskiej Rzeczypospolitej Ludowej w latach 1954–1972.
Gromady, z gromadzkimi radami narodowymi (GRN) jako organami władzy najniższego stopnia na wsi, funkcjonowały od reformy reorganizującej administrację wiejską przeprowadzonej jesienią 1954 do momentu ich zniesienia z dniem 1 stycznia 1973, tym samym wypierając organizację gminną w latach 1954–1972.
Gromadę Surały z siedzibą GRN w Surałach utworzono – jako jedną z 8759 gromad – w powiecie kolneńskim w woj. białostockim, na mocy uchwały nr 17/V WRN w Białymstoku z dnia 4 października 1954. W skład jednostki weszły obszary dotychczasowych gromad Surały, Żebrki, Pasichy, Łubiane, Ciemianka, Kamińskie i Marki ze zniesionej gminy Grabowo w tymże powiecie oraz obszary dotychczasowych gromad Grądy Możdżenie, Grądy Michały i Stawiane ze zniesionej gminy Szczuczyn w powiecie grajewskim. Dla gromady ustalono 11 członków gromadzkiej rady narodowej.
31 grudnia 1959 do gromady Surały przyłączono wsie Wojsławy, Kownacin i Brzeźno oraz przysiółek Kownacinek z gromady Niedźwiadna w powiecie grajewskim w tymże województwie.
1 stycznia 1969 gromadę Surały zniesiono, włączając jej obszar do gromady Grabowo.